# Tadaši Nakamura
Tadaši Nakamura (* 10. červen 1971) je bývalý japonský fotbalista.

## Klubová kariéra
Hrával za Verdy Kawasaki, Urawa Reds, Kyoto Purple Sanga.

## Reprezentační kariéra
Tadaši Nakamura odehrál za japonský národní tým v letech 1995-1998 celkem 16 reprezentačních utkání.

## Statistiky
| Japonsko | Japonsko | Japonsko |
| Roky     | Záp.     | Góly     |
| -------- | -------- | -------- |
| 1995     | 3        | 0        |
| 1996     | 4        | 0        |
| 1997     | 8        | 0        |
| 1998     | 1        | 0        |
| Celkem   | 16       | 0        |